# Draaiorgelmuseum Folkloreklanken
Het Draaiorgelmuseum Folkloreklanken was een museum over draaiorgels in de Wijk in Drenthe. Het was geopend van 2008 tot 2012.
In het museum werd de collectie getoond van orgelbouwer en restaurateur Henk Veeningen (1941-2012), die het museum in december 2008 oprichtte. Aanvankelijk was het museum alleen op aanvraag en voor groepen te bezichtigen. Doordat het Draaiorgelmuseum Assen een half jaar voor de opening in 2008 sloot, was er een grotere behoefte om het museum te bezoeken. Hierdoor werden vanaf 2011 toch openingstijden in De Wijk ingevoerd en werd het museum ruimer toegankelijk.
De collectie gaf een beeld van rond tien Nederlandse draaiorgels sinds 1895, variërend van straat-, kermis- tot dansorgels. De orgels waren zowel te zien als te beluisteren. Verder toonde het museum de onderhanden bouw en restauratie van draaiorgels van Veeningen zelf.